# Bofi
Das Bofi (Boffi) ist eine ubangische Sprache, die in den Subpräfekturen Boda und Bimbo im Südwesten der Zentralafrikanischen Republik gesprochen wird.
Die Muttersprachler in Bimbo sind zumeist Bamenga-Pygmäen, die nicht mehr im Urwald leben. 